# Kool-Aid

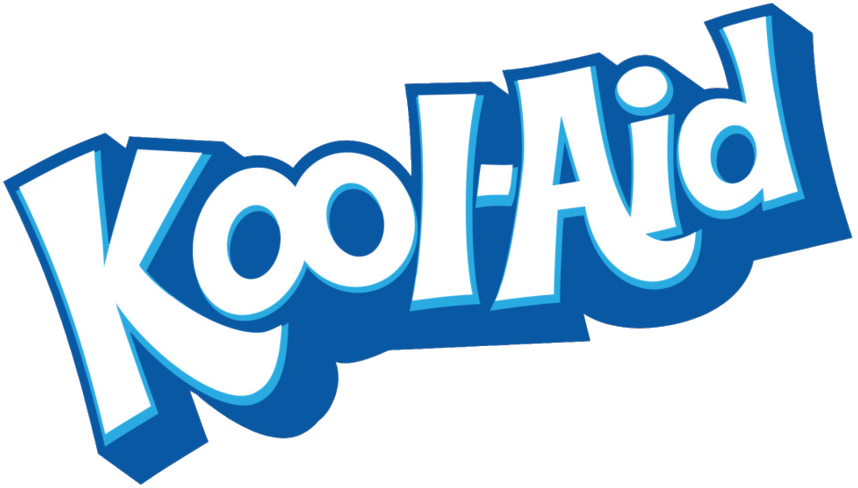
Logo oficial

Kool-Aid (denominado Ki-Suco no Brasil ) é uma marca de suco em pó, controlada pela Kraft Foods.

Foi inventado por Edwin Perkins em Hastings, Nebraska.